# Houten Sint-Nicolaaskerk (Kožuchovce) in Košice
De Sint-Nicolaaskerk is een gesloten Grieks-katholieke houten kerk die aanvankelijk (in 1741) in Kožuchovce gebouwd was, maar in 1927 gedemonteerd werd, en nadien in Košice werd wederopgebouwd.

## Geschiedenis
Voor het bedehuis werd dennenhout als bouwmateriaal  gebruikt, en voor de afdichting van de verbindingen benutte men vlasdraad. Het houtsnijwerk van de iconostase werd gemaakt van lindenhout.
Na de voltooiing in 1741 werd de kerk gewijd aan Nicolaas de bisschop. 
Anno 1875 brachten volkskunstenaars in het hele interieur muurschilderingen aan. Het schip -waarvan de vier muren en de koepel bij die gelegenheid beschilderd werden- was het rijkst versierd.

### Verhuis
Vermits de kerk was opgebouwd uit hout, had ze een kortere levensduur dan gewoonlijk. Om die reden was ze reeds in het begin van de 20e eeuw zodanig vervallen, dat ze voor bijeenkomsten niet meer bruikbaar was. Bijgevolg werd ze gesloten en de constructie van een nieuw stenen gebouw werd in Kožuchovce aangevangen. Het merendeel van de kostbaarheden werd van de oude kerk naar de nieuwe overgebracht, doch de iconostase met haar iconen bleef op de oorspronkelijke plaats in de houten kerk. Voor het vervallen gebouw dreigde de sloop, maar dankzij de tussenkomst van een vereniging voor monumentenzorg ging de afbraak niet door.
In 1927 toonde de heer Josef Pollak -toenmalig directeur van het Oost-Slowaaks Museum in Košice- interesse voor het bouwwerk. Hij sloot een overeenkomst af met de gemeente en de betrokken parochie in Ladomirová, met als resultaat dat men bereid was het bouwwerk aan het museum af te staan tegen een geringe vergoeding.
Kort nadien, in oktober 1927, begon de ontmanteling. Tijdens dit proces werden tekeningen van de constructie gemaakt, de onderdelen gefotografeerd, genummerd en beschreven. Sommige houten delen waren volledig vergaan en dienden vervangen. Ze werden uitvoerig in de op te stellen documentatie beschreven.
Alle elementen werden vervolgens verzameld in een magazijn en aldra met wagens over het gebergte naar Ladomirová vervoerd, waar ze op vrachtwagens werden geladen. De rit van het konvooi van Ladomirová naar Košice duurde meer dan acht uur.

### Restauratie
De wederopbouw vlak bij het Oost-Slowaaks Museum in Košice begon kort nadien. De gemarkeerde houten elementen werden gemonteerd op een vooraf aangelegde stenen sokkel. De originele afbrokkelende dakspanen werden vervangen door nieuwe die gebaseerd waren op het patroon van de originele. František Ženíšek de jongere restaureerde het geschilderde interieur. Na voltooiing van het bouwwerk werd als laatste de originele iconostase afgewerkt.
Alhoewel het altaar en de kerk in Kožuchovce naar het oosten waren gericht, kon deze oriëntatie bij de wederopbouw in Košice ingevolge gebrek aan ruimte niet worden waargemaakt. Aanpassing van een te smal perceel bleek in Košice noodzakelijk maar de gemeenteraad stond dit niet toe. Derhalve richtte men de kerk naar het zuidoosten.
Op 12 augustus 1928 voltooide men de reconstructie waarna het gebouw werd opengesteld voor bezoekers.
Na de afwerking behield de kerk haar karakteristiek driedelig bouwpatroon: het hoogkoor, het schip, en het gewelf met drie koepels. Elke koepel was licht bolvormig en afgewerkt met een gesmeed kruis aan de top. Het hoogkoor met de ruimte voor het altaar bleef gescheiden van het schip door de iconostase. Twee ramen aan de zuidkant leverden de lichtinval en de toegang tot de kerk was aan de westkant. Het bescheiden meubilair werd mettertijd aangevuld met andere collectiestukken uit de Oost-Slowaakse regio.
In 1959 vernieuwde men het dak.
In het begin van de jaren 1970 werd duidelijk dat het nodig was de kerk opnieuw te restaureren vermits het impregneermiddel (carbolineum) dat gebruikt was voor het conserveren van het houten buitenmateriaal, ook de polychrome verflagen binnen in de kerk aantastte. De polychrome delen van de iconostase, de beschilderde medaillons en iconen moesten bijgevolg elders bewaard worden, vermits de teerhoudende dampen de volledige vernietiging van de kunstwerken zouden veroorzaken. Alle polychrome onderdelen en iconen werden om die reden verplaatst naar de kunsthistorische afdeling van het museum, waar ze tentoongesteld worden als onderdeel van de expositie "Oosterse ritus".

### Cultureel erfgoed
De historische houten kerk werd in 1963 opgenomen in de lijst van Onroerende culturele monumenten van Slowakije.

## Decoratie

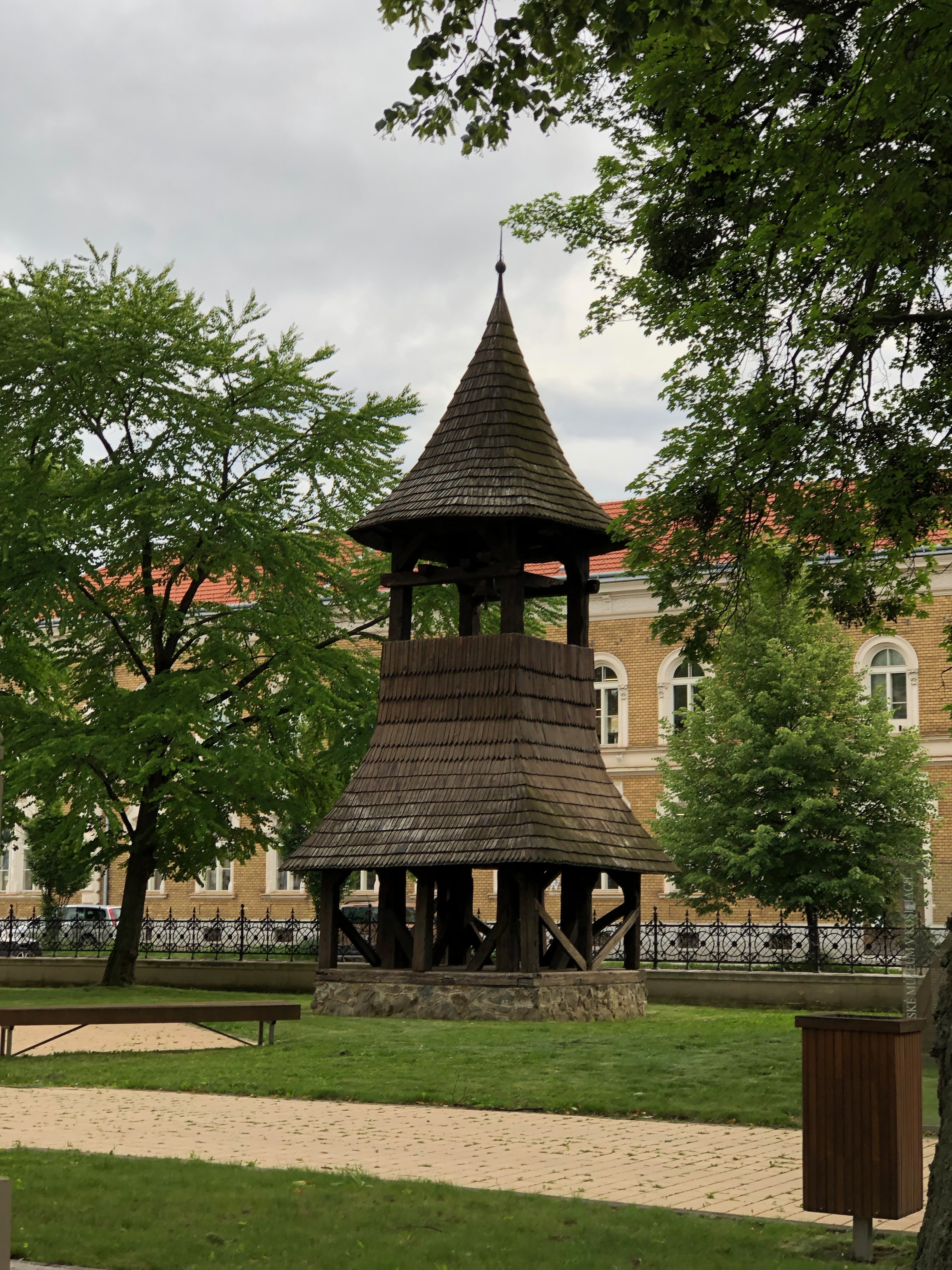
Houten toren op het erf, naast de houten kerk.

In de kerk ziet men aan de noordkant een spectaculaire geschilderde scène van het "Laatste Oordeel". Men ziet er een afbeelding die Christus voorstelt, geflankeerd door de Maagd Maria en de apostel Johannes, evenals groepen engelen vergezeld van verloste zielen en groepen duivels met zondaars. Boven het spektakel ziet men apostelen en profeten. Plantenmotieven accentueren het hele schilderwerk.
De versiering aan de zuidkant is een voorstelling van de doop van Christus in de Jordaan. 
Aan de oostkant van het schip treft men de iconostase aan en in de medaillons van de deuren zijn de Moeder Gods afgebeeld, met het kind Jezus en heiligen.
De volgende iconen, daterende uit de 18e eeuw, zijn tegen de wand geplaatst:
- Maria met het Kind,
- Christus die onderwijst,
- Nicolaas de bisschop.

Men ziet er eveneens figuren van de twaalf apostelen met Christus in het midden. In de koepel boven de iconostase is een calvarietafereel geschilderd, aangevuld met twee knielende figuren. Op andere koepelvlakken bemerkt men engelenfiguren met een bloemenslinger en een bloemenrand. Er is ook een voorstelling van de Triniteit. 
Op de oostelijke muur zijn een engel en het graf van Christus afgebeeld terwijl op de noordelijke en zuidelijke muur de vier kerkvaders worden voorgesteld. 
De westelijke muur is verfraaid met taferelen uit het Oude Testament, aangevuld met ornamenten:
- Adam en Eva vergezeld van dieren in de Hof van Eden,
- Adam en Eva met een slang onder de boom der kennis van goed en kwaad,
- verdrijving van Adam en Eva uit het paradijs,
- een boer die werkt op het veld,
- de parabel van de verloren zoon.